# 동부로 (옥천군)
동부로(Dongbu-ro)는 대한민국의 충청북도 옥천군 옥천읍 중심부를 연결하는 도로이다.

## 노선 경로
- 옥천 나들목 톨게이트 입구 직결
- 향수공원사거리 - 중앙로
- 서부로와 직결 (삼청교)